# Повторюваність дощу
Повторюваність дощу — період часу в роках протягом якого дощ певної тривалості і інтенсивності випадає один раз.
Дощі різної інтенсивності (або сили) мають різну повторюваність. Дощі великої інтенсивності повторюються рідше, дощі малої інтенсивності, але більшої тривалості, повторюються частіше.
Якщо розрахувати водостічну мережу на дуже великі витрати, що утворилися в результаті короткочасних, але сильних злив, то для відводу великої кількості води потрібні водостоки досить значних розмірів. У зв'язку з тим що такі дощі повторюються рідко, водостік тривалий час буде незавантаженим (майже сухим). Однак водостік можна розрахувати на відведення дощу певної інтенсивності (сили) та тривалості та з певною повторюваністю, але з урахуванням можливості переповнення відсотків при дуже сильних дощах.